# Западнословенски језици
Западнословенски језици су подгрупа словенских језика, односно индоевропских језика у ширем смислу. Овде је приказано стабло ове фамилије језика. Број говорника у свету данас приказан је у загради.
Индоевропски језици
- Сатемски језици
  - Балтословенски језици
    - Словенски језици (око 317 милиона)
      - Западнословенски језици (око 56 милиона)
        - Лехитски језици (око 42,55 милиона)
          - Пољски језик (око 42,5 милиона)
          - Шлески језик (око 509 хиљада)
          - Полапски језик †
          - Поморанска група језика (око 50 хиљада)
            - Кашупски језик (око 50 хиљада)
            - Поморански језик †
            - Словиначки језик †

        - Лужичкосрпски језици (око 20 хиљада)
          - Горњолужичкосрпски језик (око 13 хиљада)
          - Доњолужичкосрпски језик (око 7 хиљада)

        - Чешко-словачки језици (око 15 милиона)
          - Чешки језик (око 10 милиона)
            - Јудео-чешки †
            - Моравски језик
            - Бохемски језик

          - Словачки језик (око 5 милиона)

Ознаке*
† - изумрли језик